# 美图
美图公司成立于2008年，是一家以美为内核，以人工智能为驱动的科技公司。秉承着“让艺术与科技美好交汇”的使命，美图公司致力于打造优秀的影像与设计产品，让图像、视频、设计的制作变得更简单，并通过美业解决方案助力产业数字化升级。

## 历史
2013年5月16日，美图公司正式跨界推出其首部智能手机产品MeituKiss（後又名為美图手机），以自拍功能为主打。此后又推出了美图手机1C、1S、2和M2型号。2014年8月12日，美图手机2正式在台湾市场销售。
2014年5月8日，美图秀秀推出10秒短视频应用「美拍」，此应用发布后便快速冲到苹果App Store免费榜前列。
2016年12月，美圖在香港進行公開招股招股價介乎8.5至9.6港元，集資最多55.1億港元。
2018年11月19日，美图公司与小米集团宣布达成战略合作伙伴关系，小米将获得美图手机品牌和相关影像技术，以及大部分智能硬件的全球独家授权，合作期限30年。
2019年3月，美图已聲言會在年内终止手机业务。同年4月15日，美圖公司確認結束手機業務，而美圖V7被稱為「最後一款帶有純正血統的美圖手機產品」。並將美圖手機品牌獨家授權予小米集团。
2025年3月18日，美图公司（1357.HK）披露2024年度业绩：总收入33.4亿元（人民币，下同），同比增长23.9%。经调整后归属于母公司权益持有人净利润5.86亿元，同比增长59.2%。自2019年以来，美图公司已连续六年实现净利润高速增长。
2025年8月18日，美图公司（1357.HK）披露2025上半年财报：总收入18亿元（人民币，下同），同比增长12.3％。经调整后归属于母公司权益持有人净利润4.67亿元，同比增长71.3％.